# Saint-Allouestre
Saint-Allouestre (bret. Sant-Aleustr) – miejscowość i gmina we Francji, w regionie Bretania, w departamencie Morbihan.
Według danych na rok 1990 gminę zamieszkiwało 507 osób, a gęstość zaludnienia wynosiła 31 osób/km² (wśród 1269 gmin Bretanii Saint-Allouestre plasuje się na 825. miejscu pod względem liczby ludności, natomiast pod względem powierzchni na miejscu 616.).